# Karel Liebscher
Karel Liebscher (24. února 1851 Praha – 20. dubna 1906 tamtéž), byl český malíř – krajinář a ilustrátor. Pro jeho tvorbu je typický výběr malebných scenérií, harmonie a úhlednost; krásu nalézá i ve zdánlivě prostých motivech a odlehlých koutech. Velmi si nechával záležet na technické dokonalosti a pečlivé propracovanosti. Bratr malíře Adolfa Liebschera.

## Život
Ke kreslení měl nadání od dětství, ale zpočátku nepředpokládal, že by mohlo být jeho hlavním zaměstnáním. Vystudoval techniku a nastoupil do práce jako asistent na stavebním úřadě. Po půl roce se u něj ale projevila nervová nemoc, která vyžadovala klid. Za pobytu v lázních Gräfenberg (Lázně Jeseník), Tábor a Letiny studoval přírodu a začal se naplno věnovat krajinomalbě. První ilustrace uveřejnil v roce 1879. Roku 1883 studoval na vídeňské malířské akademii. V roce 1884 se oženil s Emou Procházkovou.
První velkou výstavu 128 obrazů a studií uspořádal v roce 1885 v Praze. Tématem jeho prací byly významné české památky (Chrám svaté Barbory v Kutné Hoře, Hradčany, Karlštejn, Zvíkov aj.), česká krajina (Šumava), později hledal náměty i na svých cestách do zahraničí (středomořské pobřeží, Bosna). Jeho talentu využil i Jan Otto, jehož vydavatelství uveřejňovalo řadu jeho ilustrací v časopisech (např. Zlatá Praha) i výpravných publikacích (např. Čechy Bedřicha Bernau, Hrady a zámky Augusta Sedláčka).
Zemřel roku 1906 a byl pohřben na Olšanských hřbitovech.

## Galerie

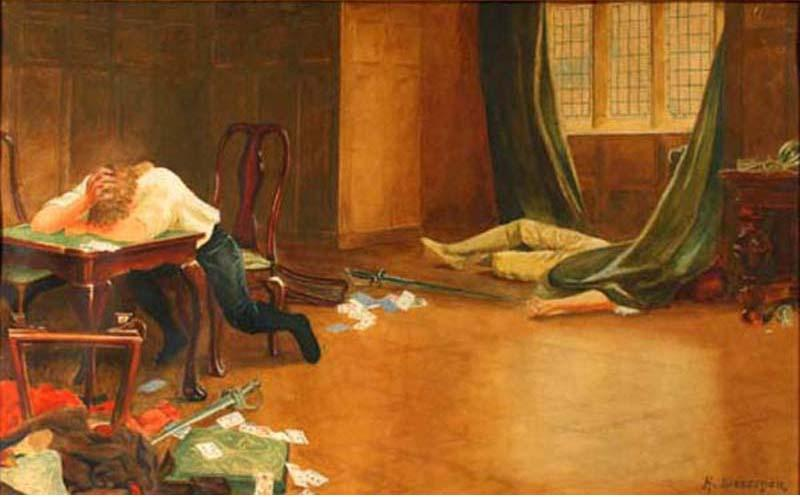
Karel Liebscher – Karbanické ráno
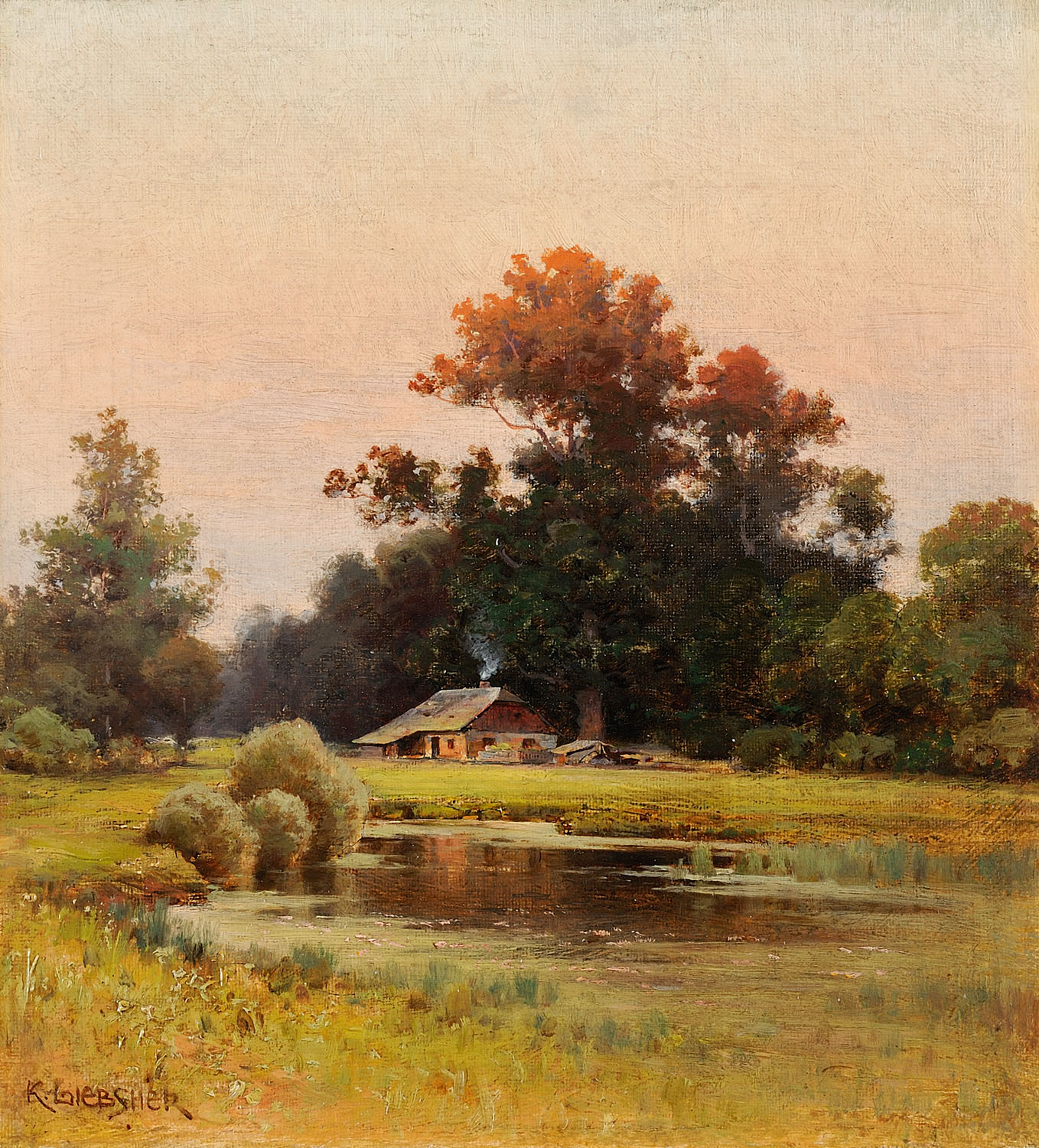
Karel Liebscher – V doubravě
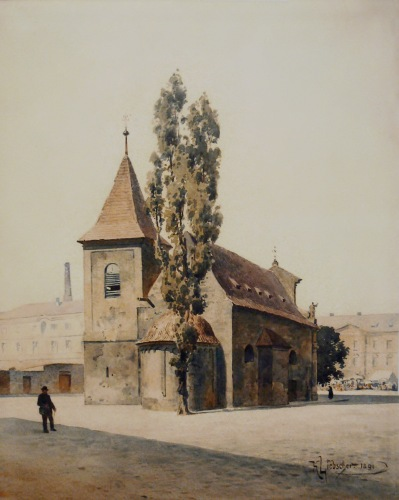
Karel Liebscher – Smíchov, kostel sv. Filipa a Jakuba (akvarel 1891)
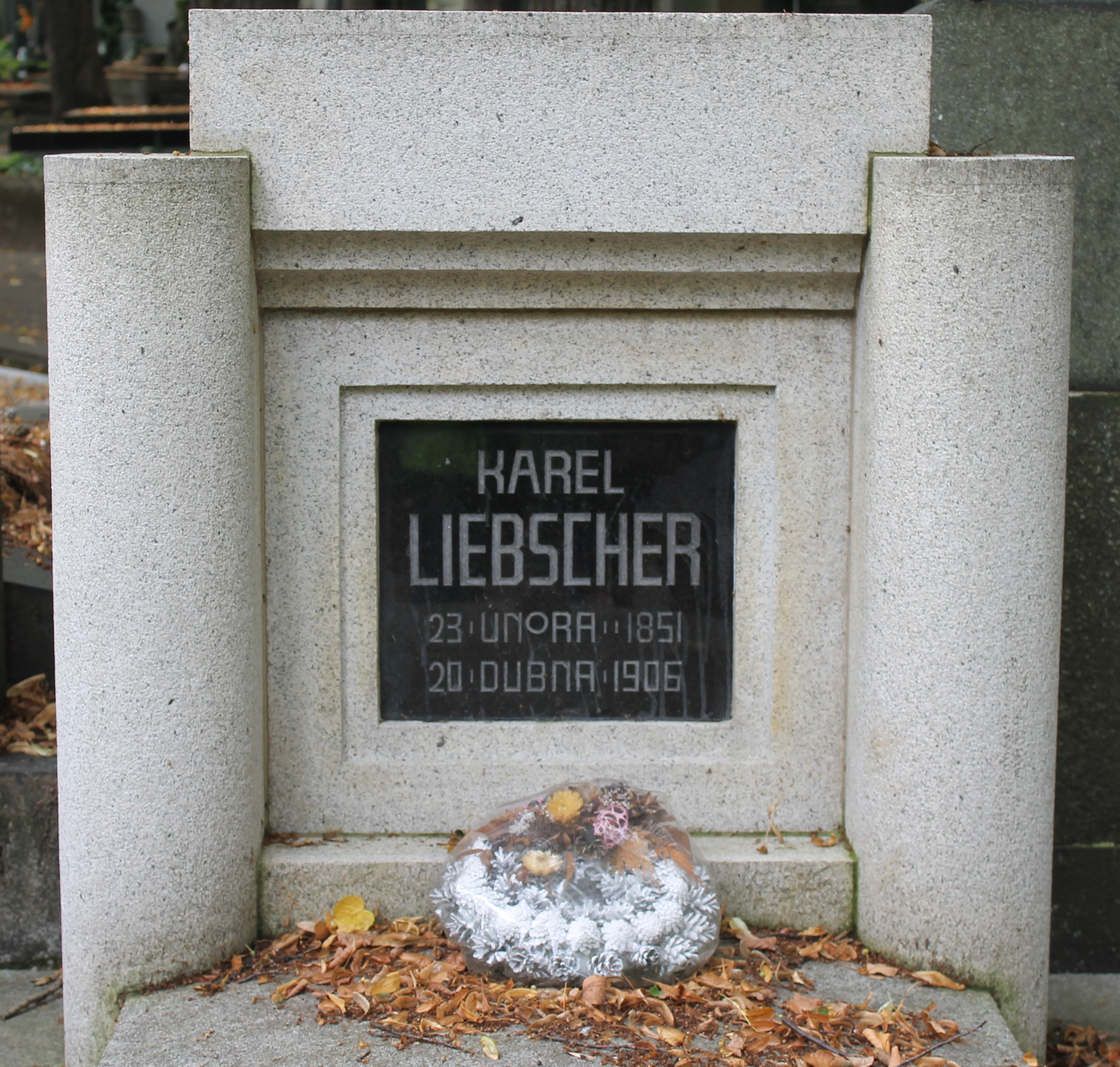
Hrob Karla Liebschera